# Freddie Veseli
Frédéric "Freddie" Veseli (Renens, 20 de novembro de 1992) é um futebolista albanês de origem suíça que atua como lateral-direito ou zagueiro. Atualmente, joga pelo Empoli FC.

## Carreira
Revelado pelo FC Renens, time de sua cidade, Veseli atuou também nas categorias de base do Lausanne-Sport antes de mudar-se para a Inglaterra em 2008, para assinar com o Manchester City.
Profissionalizou-se em 2010, e chegou a ser relacionado por Roberto Mancini para um jogo da Copa da Liga Inglesa de 2010-11, contra o West Bromwich Albion, mas não entrou em campo. Deixou os Citizens em 2012, seguindo para o rival Manchester United, numa transferência livre, onde também não jogou nenhuma partida oficial. Entre 2013 e 2015, integrou o elenco do Ipswich Town, onde disputou seu primeiro jogo como profissional no futebol inglês, pela Copa da Liga Inglesa, contra o Stevenage. Pela Segunda Divisão, Veseli não entrou em campo.
Emprestado para Bury e Port Vale em 2014, Veseli foi contratado em definitivo por este último, mas rejeitou uma proposta de renovação para a temporada 2015-16, optando em voltar à Suíça para jogar no FC Lugano.

## Carreira internacional
Com passagem pelas equipes de base da Seleção Suíça, Veseli, sabendo de que não teria chance em defender a seleção de seu país natal, manifestou seu interesse em defender a Albânia, uma vez que possui origem albanesa. Ele também chegou a ser cogitado para defender o Kosovo, mas o lateral-direito não aceitou a proposta.
Em novembro de 2015, decidiu jogar pela Albânia, disputando 2 amistosos, contra Kosovo e Geórgia.

## Títulos
Seleção Suíça
- Mundial Sub-17: 2009